# Mémoires sur différents sujets de mathématiques
Les Mémoires sur différents sujets de mathématiques est un recueil de cinq essais scientifiques de Denis Diderot, publié en 1748 (à Paris, chez Durand et Pissot).
La vignette de tête de l'ouvrage qui représente un génie ailé qui piétine un masque et une marotte symbolise l'intention de Diderot d'abandonner les travaux légers et futiles pour se consacrer aux sciences. Diderot cherche sans doute à faire oublier l'image qu'il a donnée de lui avec les Bijoux indiscrets, ouvrage publié anonymement mais que la police des mœurs lui attribue à la suite d'une série de lettres de dénonciation - de même avec son premier essai philosophique, les Pensées philosophiques, pourtant majeurs, qui avait été également publié sans nom d'auteur.
Diderot était très versé en mathématiques ; il les a enseignées et travailla un temps avec Antoine Deparcieux. Les Mémoires furent très remarqués par la communauté scientifique, entre autres par le Journal des Savants qui clôture ainsi son compte-rendu : « M. Diderot (à en juger par cet essai) est fort en état de donner des solutions savantes, sur des difficultés qui requérent (sic) un calcul épineux et délicat. »
La Mme de P*** à qui s'adresse la dédicace n'est pas, selon J. Assézat, Madeleine de Puisieux mais peut-être madame de Prémontval, beaucoup plus versée en mathématiques.

## Les Mémoires
Le texte se compose de cinq mémoires, dont trois, c'est à noter, sont liés à la musique et annoncent les considérations esthétiques que Diderot développera par la suite, dans la Lettre sur les sourds et muets ou ses Salons, en particulier.

## Éditions
- Jean Mayer, Œuvres complètes de Diderot, Paris, Hermann (dite DPV), vol. 2.